# فقد النطاف بعد الخصوي
فقد النطاف بعد الخصوي (بالإنجليزية: Posttesticular azoospermia)‏ هو أحد أنواع فقد النطاف، يمتاز بإنتاج النطف لكن مع فقدان القدرة على القذف. هذه الحالة تمثل من 7 إلى 51٪ من حالات فقد النطاف.
سبب هذه الحالة انسداد في المجرى التناسلي. ويعد قطع القناة المنوية من أكثر الأسباب شيوعا، علما أنه يستخدم وسيلة لمنع الحمل.
من الأسباب الأخرى:
- أسباب خلقية مثل عدم تخلق الأسهر كما في بعض حالات التليف الكيسي
- أسباب مكتسبة مثل انسداد القناة الدافقة بسبب عدوى
- اضطرابات القذف التي ينتج فيها النطف لكن لا تقذف مثل القذف الرجوعي واللا قذف